# 潮汐説
潮汐説（ちょうせきせつ、Tidal hypothesis）は、太陽系の惑星形成を説明するために唱えられた説の1つ。1960年頃までは可能性のある説として書籍で取り上げられることもあったが、その後否定された。

## 概要
イギリスの天文学者ジェームズ・ジーンズらによって1910年代に唱えられた。原始太陽のすぐ近くを別の恒星が通過したため、その引力により太陽と恒星から物質〈ガス〉が引きはがされ、その一部は太陽に返り、一部は恒星に返ったが、中間に残ったガスが固まり惑星となったとする説である。太陽系では角運動量の大部分が惑星に集中している事実をうまく説明でき、また、9個の惑星（当時の説）のうち、木星が最も大きくその両側に行くに従って惑星が小さくなって、ちょうど葉巻型の分布を示している事は、太陽と恒星から引き出されたガスの形状を表していると考えられた。

## 否定の経緯
しかし、太陽から引き出された高温のガスは惑星のような小さな塊にまとまることができない。太陽のガスは大部分が水素で、あとはわずかにヘリウムがあるだけで、地球などを構成する岩石の成分がほとんど無い、などの難点があって、1960年代に入り新しい太陽系起源説が提唱されるにつれ、顧みられなくなった。
こうした恒星同士の大接近の確率は、球状星団の中心部では大きく、しばしば恒星の接近や衝突が起こっているとの説も出されているが、銀河系では全く起こらないほど小さいと考えられる。従ってこの説が正しいなら太陽系以外に惑星は無いはずであるが、20世紀末から太陽系外惑星が続々と発見されていることからも、潮汐説は完全に否定されたと言ってよい。